# Kopje
Kopje, koppie eller kop (hollandsk og afrikaans for "lille hoved") er en almindelig betegnelse for bjerge med afrundet eller flad top i det sydlige Afrika, især i Sydafrika. Det er et almindeligt forekommende ord i sydafrikanske bynavne.

## Eksterne kilder og henvisninger
- Kopje  Store norske leksikon
- Kopje i Salmonsens Konversationsleksikon (2. udgave, 1923)

| Bjerg | Spire Denne artikel om et bjerg eller en bjergkæde er en spire som bør udbygges. Du er velkommen til at hjælpe Wikipedia ved at udvide den. |